# Reginald Brett, II visconte Esher
Reginald Baliol Brett, II visconte Esher (Londra, 30 giugno 1852 – 22 gennaio 1930), è stato un politico e storico inglese.

## Biografia
Brett, noto come Regy, era il figlio di William Brett, I visconte Esher, e di sua moglie, Eugénie Mayer. Frequentò l'Eton College e il Trinity College, Cambridge. A Eton, Brett fu profondamente influenzato da William Johnson Cory mentre al Trinity College lo fu da William Harcourt.

## Carriera
Brett iniziò la sua carriera politica nel 1880, come deputato liberale per Penryn e Falmouth. Fu segretario di Lord Hartington, segretario di Stato per la Guerra (1882-1885), tuttavia preferì ritirarsi dalla politica attiva nel 1885, dopo aver perso le elezioni a Plymouth e preferì un ruolo dietro le scene.
Nel 1895, Lord Brett divenne Segretario per l'Ufficio dei lavori e il Principe di Galles fu colpito dalla sua dedizione al lavoro, dato che fece costruire un ascensore nel Castello di Windsor per facilitare lo spostamento della regina al piano superiore del palazzo ristrutturato. Alla morte del padre, il 24 maggio 1899, gli succedette come visconte Esher.
Durante la guerra boera, Esher dovette intervenire con forza fra Lord Lansdowne e il generale Wolseley, che tendeva a dare la colpa al politico per gli errori militari.
Nel 1901, Lord Esher fu nominato vice-luogotenente del Berkshire e vice Conestabile e Governatore del Castello di Windsor, e rimase vicino alla famiglia reale fino alla propria morte.  Durante quel periodo contribuì a riordinare i documenti della regina Vittoria, per la pubblicazione dell'opera chiamata Correspondence of Queen Victoria (1907).
Dal 1903 divenne membro della commissione della guerra sudafricana, incaricata d'indagare sulle sconfitte britanniche nella guerra boera. In quel periodo riferiva al re quotidianamente,  informandolo dei punti di vista della commissione, dei capi partito e dei funzionari.
Nel 1904 Esher istituì un sottocomitato del Comitato per la difesa imperiale, conosciuto come il Comitato di Esher.
Esher venne nominato vice-luogotenente della contea di Londra nel 1909 e aiutante di campo del re. Durante la prima guerra mondiale fu di fatto capo della British Intelligence in Francia e in seguito fu ammesso nel Consiglio privato nel 1922. Nel 1928 divenne Conestabile e Governatore del Castello di Windsor, carica che aveva sempre desiderato e che mantenne fino alla sua morte nel 1930.
Esher è stato anche uno storico; ha pubblicato opere su Edoardo VII e Lord Kitchener. Insieme al deputato liberale Lewis ("Loulou") Harcourt ha istituito il Museo di Londra, che aprì i battenti il 5 marzo 1912.

## Matrimonio
Sposò, il 24 settembre 1879, Eleanor Van de Weyer , figlia dell'ambasciatore belga Sylvain Van de Weyer. Ebbero quattro figli:
- Oliver Brett, III visconte Esher (23 marzo 1881-8 ottobre 1963);
- Maurice Vyner Balliol Brett (24 aprile 1882-18 agosto 1934), sposò Zena Dare, ebbero tre figli;
- Dorothy Eugenie Brett (10 novembre 1883-27 agosto 1977);
- Sylvia Leonora Brett (25 febbraio 1885-1971), sposò Charles Brooke, raja di Sarawak; ebbero tre figlie.

Anche se sposato con figli, Esher aveva inclinazioni omosessuali, ma i suoi flirt con i giovani uomini vennero considerati con divertimento tollerante nella buona società e fu sufficientemente discreto da evitare di rimanere coinvolto nello Scandalo di Cleveland street, a differenza del suo amico Lord Arthur Somerset.